# BIBSYS
BIBSYS는 노르웨이 교육 연구부 주관으로 설립·운영되는 메타데이터 시스템 관련 관청이다. 해당 기관의 식별자를 가리키기도 한다. 도서관 자원에 관련된 연구 및 교육, 학습 관련 정보의 교환과 검색에 초점을 두고 서비스를 제공한다.
노르웨이 트론헤임에 위치한 노르웨이 과학기술대학교(NTNU)에서 공식적으로 출범하였으며, 이사회는 노르웨이 교육 연구부에서 임명하여 구성한다. BIBSYS는 노르웨이 교육 연구부 관리하에, 노르웨이 과학 기술 대학교에서 운영하며, BISBYS Ask, BIBSYS Brage, BIBSYS Galleri, IBSYS Tyr 등으로 구성되며, 모든 관련 작업은 BIBSYS 중앙에서 수행된다. BIBSYS는 모든 제품과 개별 제품에 대하여 폭넓은 서비스를 제공한다.
이 시스템에는 모든 노르웨이 대학 및 대학교를 비롯하여, 연구기관 및 국립도서관 등이 협력하고 있다.
연구자와 학생 등이 쉽게 데이터에 접근할 수 있도록 통합검색 서비스 및 기타 도서관 서비스를 제공하며, 또한 내부 운영용 통합 제품 과 개방형 교육 자료 등을 제공한다.
DataCite의 노르웨이 회원이며, 노르웨이의 모든 고등 교육 연구 기관의 연구 자료에 디지털 객체 식별자(DOI)로 활용하도록 허용된다. 모든 제품과 서비스는 회원 기관과 협력하여 개발된다.

## 역사
1972년 노르웨이 왕립 과학 문학 학회와 노르웨이 기술연구소(Norwegian Institute of Technology) 도서관과 컴퓨터 센터의 내부 라이브러리 루틴의 자동화를 목적으로한 공동 프로젝트로 시작되었다. 1972년부터 트론헤임에 있는 두개 도서관의 시스템 공급하던 것에서, 노르웨이 국립 도서관 및 연구소, 특수 도서관 등의 시스템 개발 및 운영까지 발전하였다.